# Палеуями
Палеуями (Altinin, Palewyami, Poso Creek Yokuts) — мёртвый индейский язык, который принадлежит йокутской языковой семье, на котором раньше говорили йокуты, проживающие на территории долины реки Сан-Хоакин округа Керн около ручья Посо-Крик штата Калифорния в США.